# Майдан-Морозовский
Майдан-Морозовский (укр. Майдан-Морозівський) — село в Ярмолинецком районе Хмельницкой области Украины.
Население по переписи 2001 года составляло 130 человек. Почтовый индекс — 32164. Телефонный код — 3853. Занимает площадь 0,409 км². Код КОАТУУ — 6825885603.

## Местный совет
32164, Хмельницкая обл., Ярмолинецкий р-н, с. Проскуровка